# آرثر مارتن (لاعب كريكت)
آرثر مارتن (9 نوفمبر 1888 في المملكة المتحدة - 12 يوليو 1958 في المملكة المتحدة) (بالإنجليزية: Arthur Martin)‏ هو لاعب كريكت بريطاني وبريطاني (وحمل سابقاً جنسية المملكة المتحدة لبريطانيا العظمى وأيرلندا). لعب مع نادي مقاطعة ساسكس للكريكت ‏.

## وصلات خارجية
- آرثر مارتن على موقع إي آس بي آن كريك إنفو (الإنجليزية)